# Киргизы в Китае
Киргизы в Китае являются одним из 56 официально признанных народов Китая. Численность — около 300 тыс. чел. . По переписи 2010 г — около 232 тыс. 
Традиционный регион их компактного проживания —  Восточный Туркестан на западе КНР, где киргизы имеют своё автономно-территориальное образование — Кызылсу-Киргизский автономный округ (в составе Синьцзян-Уйгурского автономного района), граничащий с территорией Киргизской республики (Иссык-Кульская область, Нарынская область, Ошская область) и Таджикистаном (Горно-Бадахшанская автономная область). В округе проживают 125 тыс. киргизов, составляющих 78 % киргизов КНР, которые составляли 28,2 % населения округа. Около 35 тыс. киргизов также проживали за пределами К-К а.о. в соседних районах Синьцзяна. В настоящее время киргизы составляют порядка 0,9 % населения этого региона и занимают 5-е место. После обретения независимости власти Киргизской Республики всерьёз задумывались о репатриации китайских киргизов в республику, однако из-за нехватки бюджета эти планы не были воплощены в жизнь. Китайские киргизы отличаются низким уровнем жизни, малограмотностью, занимаются преимущественно полукочевым скотоводством. У киргизов Китая преобладают Y-хромосомные гаплогруппы C2a1a3a1d∼-F10091 и R1a1a1b2a2-Z2124.

## Этнический состав населения в Кызылсу-Киргизского автономного округа, по Всекитайской переписи 2000 года
| Национальность   | Численность | % населения |
| ---------------- | ----------- | ----------- |
| Уйгуры           | 281,306     | 63,98 %     |
| Киргизы          | 124,533     | 28,32 %     |
| Ханьцы (китайцы) | 28,197      | 6,41 %      |
| Таджики          | 4,662       | 1,06 %      |
| Дунгане          | 432         | 0,1 %       |
| Другие           | 558         | 0,13 %      |